# 댄 래더

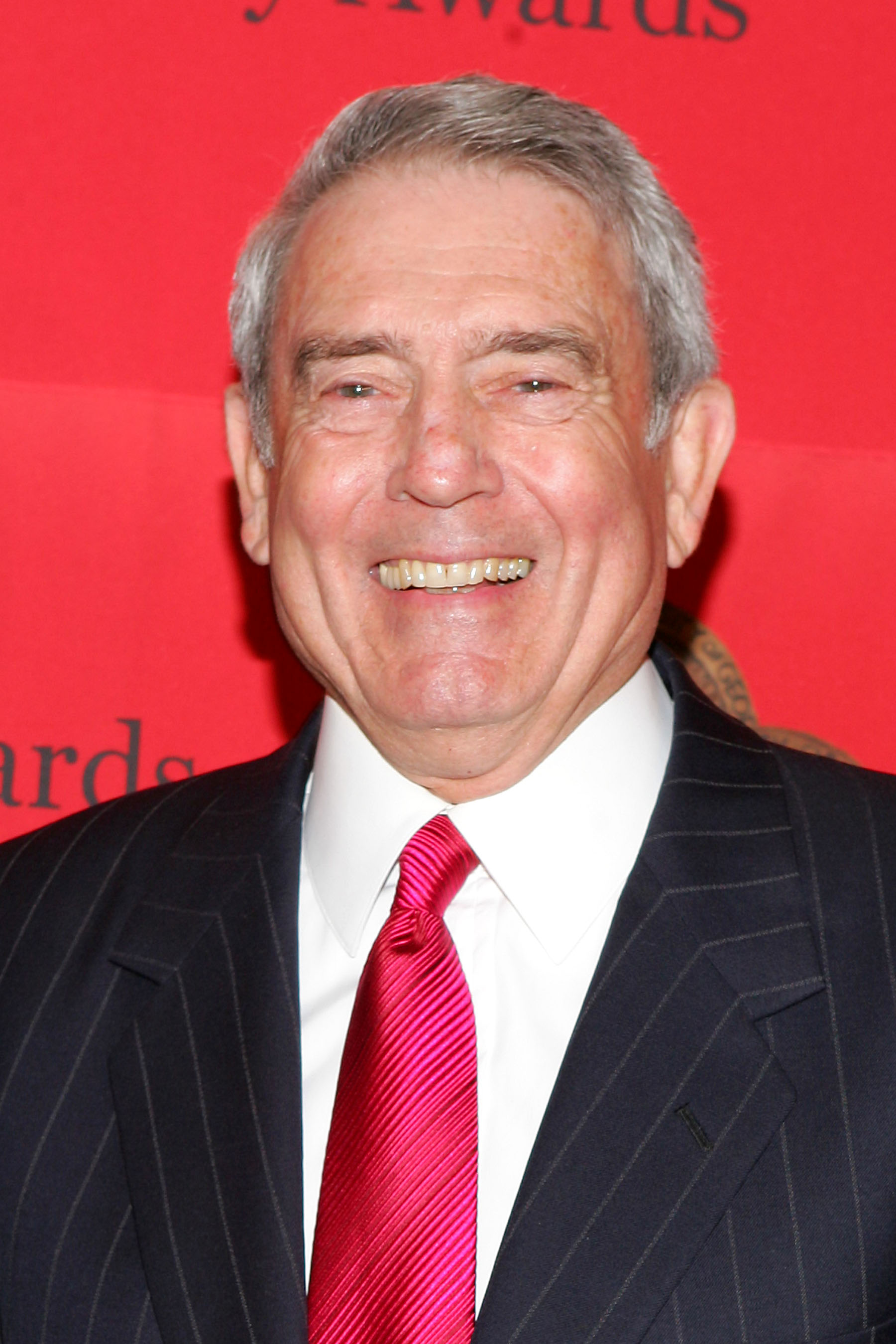
2005년 피바디 어워드에서 래더

대니얼 어빈 래더 주니어(Daniel Irvin Rather, Jr., 1931년 10월 31일 ~ ), 간단히 댄 래더(Dan Rather)는 미국의 저널리스트이자 앵커였다.

## 경력
AP 통신 기자, 댈러스 · 런던 · 사이공 특파원을 역임한 후 1966년에 백악관 출입 기자가 되었다. 또한 그동안 《60분》의 특파원을 겸임하였다.
1981년 3월 9일에 월터 크롱카이트의 후임으로
CBS 이브닝 뉴스의 앵커로 임명된 이후, 댄 래더는 이후 NBC의 톰 브로카우, ABC의 피터 제닝스와 함께 1980년대와 90년대를 호령하면서 'Big 3'라고 불리는 미국 국민 앵커 중 한 명이 되었다.
2004년 미국 대통령 선거에서 그 당시의 대통령 조지 W. 부시의 군 경력 사칭에 대한 의문을 제기하여 큰 반향을 일으켰다. 그러나 사칭 증거였던 문서가 위조된 것으로 판명되고 프로그램에서 사과했다. 이후 외부 조사 결과 보도 내용이 공정성과 정확성이 부족했다는 결론이 나왔고, CBS는 보도 부문의 직원 4명을 해고하고, 래더도 프로그램 계약을 갱신하지 않기로 결정하였으며, 2005년 3월 9일 사실상 하차하였다.
2006년 6월, 계약을 둘러싼 CBS 측과의 협상 결렬에 따라 CBS를 퇴사하고 케이블 채널의 HD넷에서 주 1회 뉴스 프로그램 앵커를 하였다.
2007년 CBS에 7,000만 달러에 대한 손해 배상을 요구하는 소송을 제기했다.
2015년 이 사건을 영화화한 《트루스》에 공개되었으며, 래더 역은 로버트 레드퍼드가 맡았다.